# دهریالا سگنا
دهریالا سگنا (به انگلیسی: Dharyala Sagna) یک شهر در پاکستان است که در ناحیه پایتختی اسلام‌آباد واقع شده‌است. دهریالا سگنا ۴۸۹ متر بالاتر از سطح دریا واقع شده‌است.